# Ситников (Чечня)
Си́тников — покинутый населённый пункт в Наурском районе Чеченской Республики.

## География
Был расположен северо-восточнее райцентра — станицы Наурской, в 12 км к северо-востоку от станицы Савельевской, в степи, севернее оросительного канала Наурско-Шелковская ветвь. К юго-западу от Ситникова Наурско-Шелковская ветвь принимала обратно канал Предбурунный Распределитель, который западнее этого места служил фактической границей зоны орошаемого земледелия, тяготеющей к долине Терека, и степей северной части Наурского района с песчаными буграми.
Ближайшие населённые пункты: на северо-западе — хутор Клинков, на юго-востоке — хутор Козлов, на юго-западе, за каналом — хутор Мирный. На северо-востоке располагалась ОТФ (овцетоварная ферма) Липатов.

## История
Впервые Ситников встречается на Специальной карте Европейской России И. А. Стрельбицкого, составленной в 1865—1871 годах. Из числа окрестных топонимов в источниках 1860—1870-х годов были зафиксированы: восточнее населённого пункта — бугор Сидоров, западнее — бугор Крымов, юго-западнее — курганы Хромов, Семенцов, Коленков, южнее — курган Разрытый и колодец Анисимов, юго-восточнее — курган Хренов.
К 1914 году Ситников был хутором станицы Мекенской и насчитывал 9 дворов и 68 жителей (31 мужчина и 37 женщин), проживали русские, по религиозной принадлежности — православные и старообрядцы.
На карте 1947 года населённый пункт Ситников обозначен как ферма совхоза имени Чкалова. По состоянию на 1985 год на том месте, где ранее располагался населённый пункт, находилась лишь кошара Ситников. Уже в конце 1980-х годов она обозначалась на картах как «нежилая».